# Labastide-sur-Bésorgues

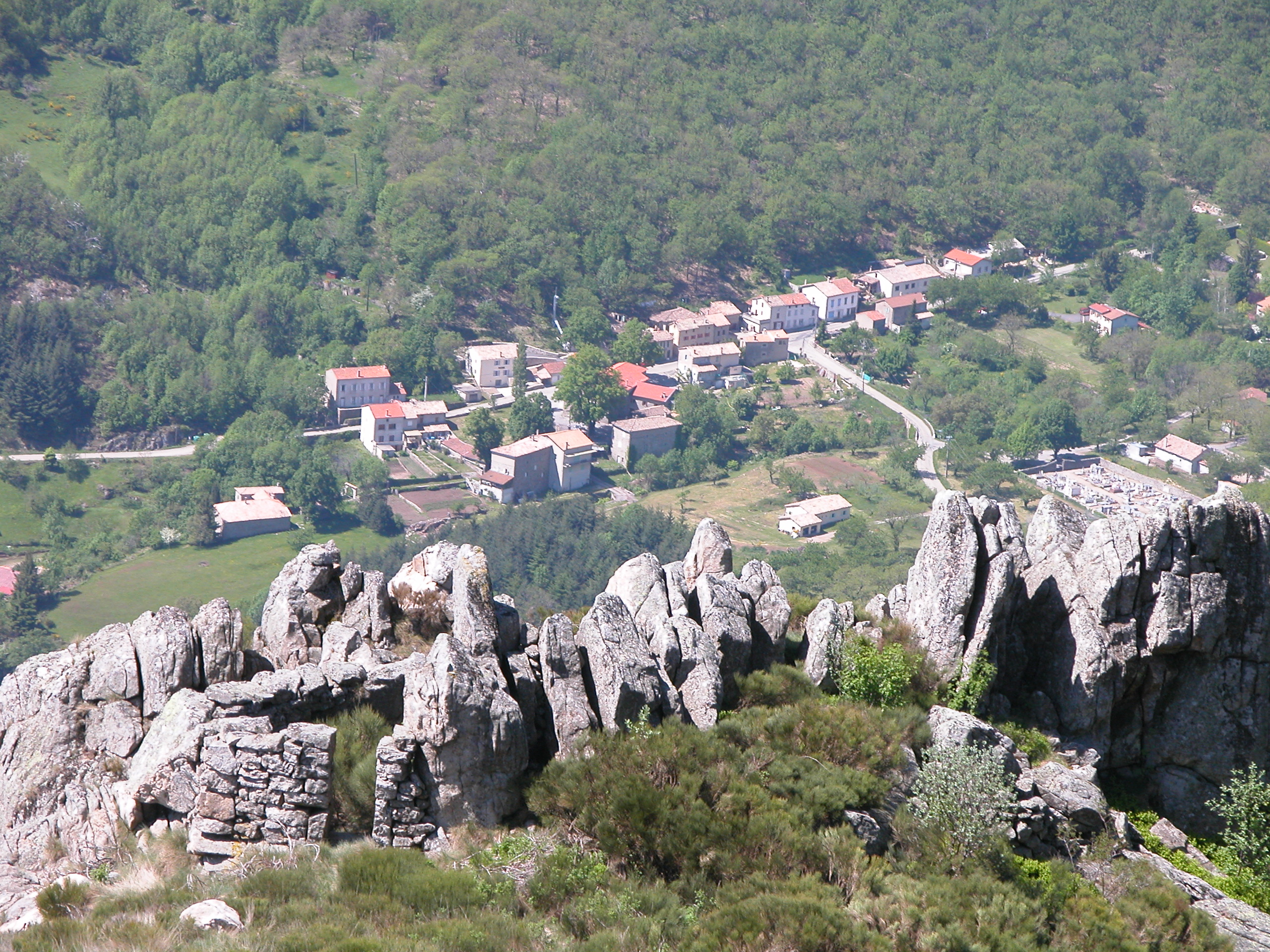
Vue du centre du petit village de Labastide sur Besorgues

Labastide-sur-Besorgues é uma comuna francesa na região administrativa de Auvérnia-Ródano-Alpes, no departamento de Ardèche. Estende-se por uma área de 17,29 km². Em 2010 a comuna tinha 257 habitantes (densidade: 14,9 hab./km²).